# Michael Blatchford
Michael Benjamin Blatchford (Cypress, 29 de janeiro de 1986) é um ciclista profissional olímpico norte-americano que compete em ciclismo de pista e especializado em velocidade. Representou sua nação em dois eventos nos Jogos Olímpicos de Verão de 2008, em Pequim.